# سکوی نماز

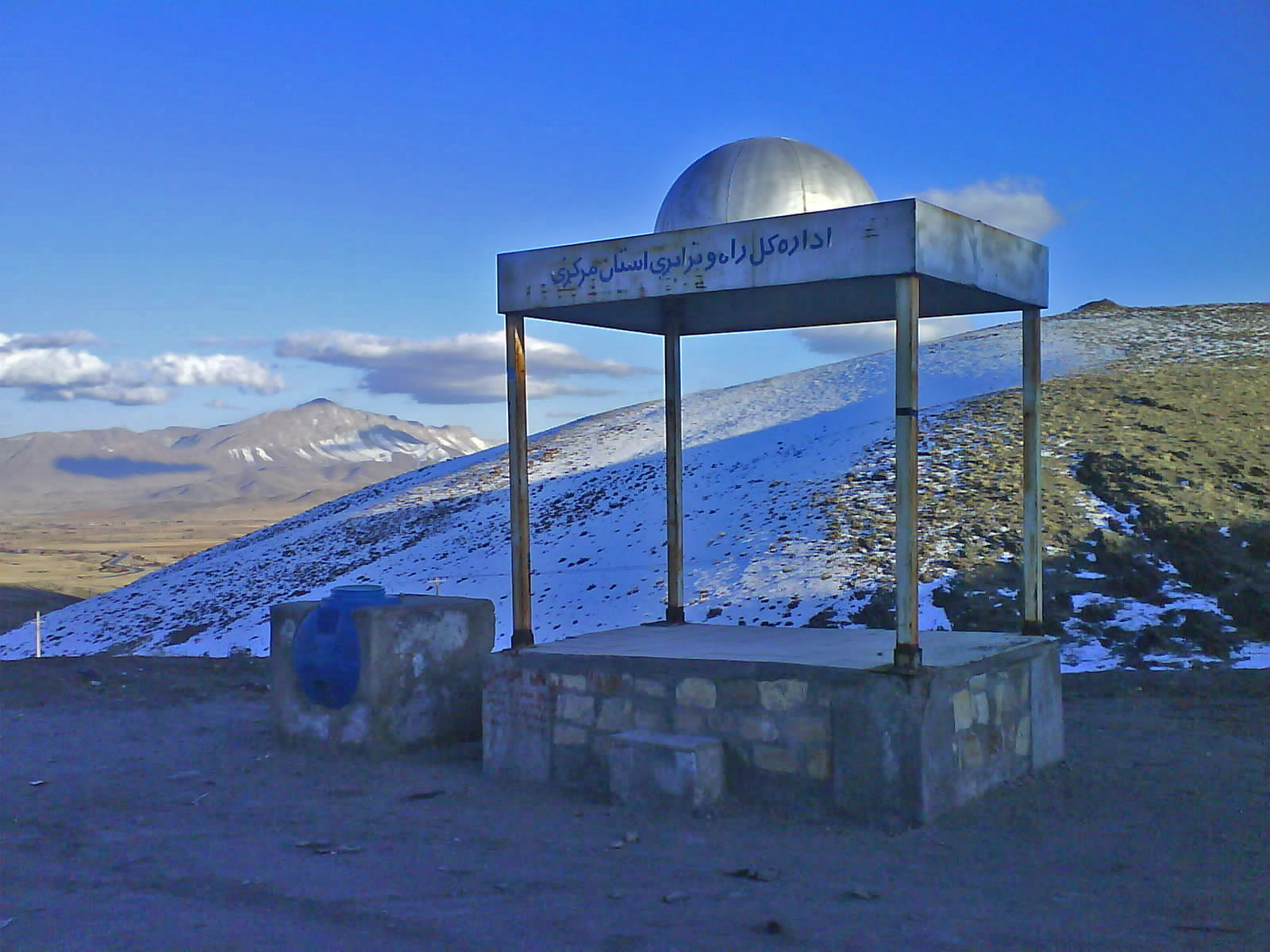
سکوی نماز در مسیر جاده اراک به بروجرد.

سکوی نماز نوعی امکانات و فضای عمومی است که در معابر و فضاهای عمومی ایران برای خواندن نماز ساخته می‌شود. بر خلاف نمازخانه که فضایی مسقف و بسته و دارای فرش است، سکوهای نماز تنها مسقف هستند و فاقد دیوار و در هستند. این مکان‌ها برای دسترسی سریع نمازگزاران به محلی برای خواندن نماز تعبیه می‌شوند و به دلیل نداشتن در و دیوار، درون آنها به خوبی دیده می‌شود. همچنین اکثر سکوهای نماز فاقد زیرانداز و امکانات دیگر می‌باشند.
وزارت راه و ترابری ایران تعدادی سکوی نماز در مسیر راههای پر تردد کشور ساخته است. همچنین برخی شهرداری‌ها نسبت به تأسیس سکوهای نماز در محل بوستان‌های شهری اقدام کرده‌اند. 

سکوهای نماز بیشتر در اندازه‌های یک نفره ساخته می‌شوند اما برخی سکوهای نماز ظرفیت نماز خواندن همزمان چندین نفر را دارند. در بیشتر سکوهای نماز در مسیرهای جاده ای، در کنار سکوهای نماز، ظرفی برای انبار کردن آب به منظور وضو گرفتن تعبیه می‌شود.